# واکنشگر کالینز
واکنشگر کالینز(به انگلیسی: Collins reagent) کمپلکسی از کروم(VI) اکسید با پیریدین در دی‌کلرومتان است. این کمپلکس فلز-پیریدین برای اکسید کردن الکل‌های نوع اول به آلدهید استفاده می‌شود. این کمپلکس یک جاذب رطوبت به شکل جامد قرمز رنگ است.

## جنبه‌های ایمنی و زیست‌محیطی
جامد قابل اشتعال است. به طور کلی ترکیبات کروم(VI) سرطان زا هستند.